# Adjoint sanitaire en centre de vacances ou de loisirs
L'adjoint sanitaire en accueil collectif de mineurs est, selon la règlementation, une personne qui possède au minimum le PSC1 (Prévention et Secours Civique de niveau 1) ou son prédécesseur, l'AFPS.
Le directeur va déléguer sa fonction sanitaire à cet adjoint, mais il ne délègue pas sa responsabilité.
L'adjoint sanitaire, ou assistant sanitaire, aura principalement pour tâche de suivre l'état de santé des enfants et des jeunes. Il assure le suivi des différents traitements en cours, et s'occupe des « bobos » du quotidien.